# ABBA Gold: Greatest Hits
ABBA Gold: Greatest Hits je kompilační album švédské hudební skupiny ABBA, vydané v září 1992, první uvolněné u PolyGramu, který v roce 1989 odkoupil label Polar Music, čímž na něj přešla autorská práva ze starší tvorby skupiny. V roce 1999 se PolyGram stal součástí Universal Music Group. Jedná se o koměrčně nejúspěšnější desku kapely.

## Prodejnost
Deska ABBA Gold byla kladně přijata z hlediska prodejnosti a stala se jedním z 30 nejlépe prodávajících alb celé hudební historie. K roku 2009 se prodalo 28 miliónů kopií. Ve Spojeném království je na 3. místě v žebříčku nejprodávanějších alb vůbec. K červnu 2009 bylo prodáno 4 610 813 kopií v tomto státu. Na 1. místo anglické albové hitparády se deska dostala v říjnu 1992 a celkově se na ni vrátila čtyřikrát, naposledy v roce 2008.
V top 75 (mezi nejlepšími 75) této hitparády se umístila postupně na všech pozicích a k roku 2010 figurovala v žebříčku každoročně kromě let 2002 a 2006.
Album je k roku 2010 nejlépe prodávanou deskou všech dob ve Švýcarsku s téměř půl miliónem kopií (10x platinové). Zde také drží rekord v délce setrvání na 1. místě hitparády.
Album ABBA Gold bylo opět vydáno ve speciálních a remasterovaných verzích v letech 1999, 2002, 2003, 2004 a 2008. Verze ABBA Oro: Grandes Éxitos obsahuje deset skladeb nazpívaných ve španělštině.
Speciální edice se dvěma kompaktními disky vyšla 22. září 2003. DVD bylo uvolněno v roce 2003 a obsahuje 19 skladeb jako má CD a 25minutový dokument ABBA – The History, stejně jako videoklipovou verzi Dancing Queen z roku 1992.
ABBA Gold bylo vydáno opět roku 2008, současně s uvedením filmu Mamma Mia!.
24. července 2008 se album poprvé dostalo na 1. místo americké hitparády Top Pop Catalog Albums.

## Seznam skladeb
Všechny skladby složili Björn Ulvaeus a Benny Andersson, pokud není uvedeno jinak.

### Celosvětová vydání vyjmaAustralasie(do roku 2008)
1. Dancing Queen (1976) (Benny Andersson, Stig Anderson, Björn Ulvaeus) – 3:51
2. Knowing Me, Knowing You (1976) (Benny Andersson, Stig Anderson, Björn Ulvaeus) – 4:03
3. Take a Chance on Me (1977) – 4:06
4. Mamma Mia (1975) (Benny Andersson, Stig Anderson, Björn Ulvaeus) – 3:33
5. Lay All Your Love on Me (1980) – 4:35
6. Super Trouper (1980) – 4:13
7. I Have a Dream (1979) – 4:42
8. The Winner Takes It All (1980) – 4:54
9. Money, Money, Money (1976) – 3:06
10. S.O.S. (1975) (Benny Andersson, Stig Anderson, Björn Ulvaeus) – 3:20
11. Chiquitita (1979) – 5:27
12. Fernando (1976) – 4:14
13. Voulez-Vous (1979) – 4:21/5:10
14. Gimme! Gimme! Gimme! (A Man After Midnight) (1979) – 4:52
15. Does Your Mother Know (1979) – 3:13
16. One of Us (1981) – 3:58
17. The Name of the Game (1977) (Benny Andersson, Stig Anderson, Björn Ulvaeus) – 3:56/4:53
18. Thank You for the Music (1977/1983) – 3:49
19. Waterloo (1974) (Benny Andersson, Stig Anderson, Björn Ulvaeus) – 2:46

### Australasijská verze (do roku 2008)
1. Dancing Queen (1976) (Benny Andersson, Stig Anderson, Björn Ulvaeus) – 3:49
2. Knowing Me, Knowing You (1977) (Benny Andersson, Stig Anderson, Björn Ulvaeus) – 4:01
3. Take a Chance on Me (1978) – 4:01
4. Mamma Mia (1975) (Benny Andersson, Stig Anderson, Björn Ulvaeus) – 3:32
5. Lay All Your Love on Me (1980) – 4:32
6. Ring Ring (1973) (Benny Andersson, Stig Anderson, Björn Ulvaeus, Neil Sedaka, Phil Cody) – 3:02
7. I Do, I Do, I Do, I Do, I Do (1975) (Benny Andersson, Stig Anderson, Björn Ulvaeus) – 3:15
8. The Winner Takes It All (1980) – 4:54
9. Money, Money, Money (1976) – 3:05
10. S.O.S (1975) (Benny Andersson, Stig Anderson, Björn Ulvaeus) – 3:19
11. Chiquitita (1979) – 5:26
12. Fernando (1976) – 4:10
13. Voulez-Vous (1979) – 4:21
14. Gimme! Gimme! Gimme! (A Man After Midnight) (1979) – 4:46
15. Does Your Mother Know (1979) – 3:14
16. One of Us (1981) – 3:53
17. The Name of the Game (1977) (Benny Andersson, Stig Anderson, Björn Ulvaeus) – 3:56
18. Rock Me (1975) – 3:02
19. Waterloo (1974) (Benny Andersson, Stig Anderson, Björn Ulvaeus) – 2:42

### Speciální edice s bonusovým CD
V roce 2003 bylo album ABBA Gold vydáno v Evropě s bonusovým CD.
1. Summer Night City
2. Angeleyes
3. The Day Before You Came
4. Eagle
5. I Do, I Do, I Do, I Do, I Do
6. So Long
7. Honey, Honey
8. The Visitors
9. Ring Ring
10. When I Kissed the Teacher
11. The Way Old Friends Do

## Obsazení
ABBA
- Benny Andersson – syntetizátor, klávesy, zpěv, doprovodný zpěv
- Agnetha Fältskog – zpěv, doprovodný zpěv
- Anni-Frid Lyngstadová – zpěv, doprovodný zpěv
- Björn Ulvaeus – akustická a elektrická kytara, banjo, zpěv, doprovodný zpěv

Další obsazení
- Jon Astley – digitální remastering (vydání 1999, 2002, 2004)
- Henrik Jonsson – digitální remastering (vydání 2008)
- Ingemar Bergman – kompilace
- Chris Griffin – kompilace
- George McManus – kompilace
- Jackie Stansfield – kompilace
- John Tobler – kompilace
- Carl Magnus Palm
- Michael B. Tretow – digitální remastering (vydání 1992)

Produkce
- Producenti: Benny Andersson a Björn Ulvaeus
- Aranžmá: Benny Andersson a Björn Ulvaeus
- Inženýr: Michael B. Tretow

## Hitparády
Album
| Hiptaráda                    | Pořadí |
| ---------------------------- | ------ |
| Australská hitparáda         | 1      |
| Rakouská hitparáda           | 1      |
| Kanadská hitparáda           | 6      |
| Finská hitparáda             | 1      |
| Německá hitparáda            | 1      |
| Maďarská hitparáda           | 10     |
| Irská hitparáda              | 1      |
| Italská hitparáda            | 2      |
| Japonská hitparáda           | 13     |
| Mexická hitparáda            | 1      |
| Nizozemská hitparáda         | 2      |
| Novozélandská hitparáda      | 3      |
| Norská hitparáda             | 1      |
| Portugalská hitparáda        | 2      |
| Slovinská hitparáda          | 3      |
| Švédská hitparáda            | 1      |
| Švýcarská hitparáda          | 1      |
| Britská hitparáda            | 1      |
| Billboard 200 (USA)          | 63     |
| Top Pop Catalog Albums (USA) | 1      |
| Comprehensive Albums (USA)   | 11     |

### Certifikace
| Stát                  | Certifikace    | Prodaných kopií |
| --------------------- | -------------- | --------------- |
| Kanada                | Diamond        | 1,200,000       |
| Francie               | Diamond        | 1,400,000       |
| Nový Zéland           | 16×Platinum    | 240,000         |
| Spojené království    | 13×Platinum    | 4,600,000       |
| Singapur              | 11xPlatinum    | 165,000         |
| Austrálie             | 11×Platinum    | 770,000         |
| Švýcarsko             | 10×Platinum    | 480,000         |
| Čína                  | 7xPlatinum     | 350,000         |
| Argentina             | 6xPlatinum     | 240,000         |
| Irsko                 | 6xPlatinum     | 90,000          |
| Hongkong              | 6xPlatinum     | 120,000         |
| Finsko                | 6x Platinum    | 142,248         |
| Dánsko                | 6xPlatinum     | 300,000         |
| Belgium               | 6xPlatinum     | 600,000         |
| USA                   | 6xPlatinum     | 7,098,000       |
| Švédsko               | 5xPlatinum     | 500,000         |
| Španělsko             | 5xPlatinum     | 500,000         |
| Německo               | 10xZlatá deska | 2,500,000+      |
| Malajsie              | 4xPlatinum     | 100,000         |
| Norsko                | 4xPlatinum     | 200,000         |
| Rakousko              | 3xPlatinum     | 150,000         |
| Chile                 | 3xPlatinum     | 60,000          |
| Česko                 | 3xPlatinum     | 150,000         |
| Japonsko              | 3xPlatinum     | 750,000         |
| Nizozemsko            | 3xPlatinum     | 300,000         |
| Itálie                | 2xPlatinum     | 200,000         |
| Rusko                 | 2xPlatinum     | 40,000          |
| Portugalsko           | 2xPlatinum     | 80,000          |
| Maďarsko              | Platinum       | 50,000          |
| Indie                 | Platinum       | 20,000          |
| Izrael                | Platinum       | 40,000          |
| Korea                 | Platinum       | 256,000+        |
| Mexiko                | Platinum       | 250,000         |
| Polsko                | Platinum       | 20,000          |
| Jihoafrická republika | 2xPlatinum     | 50,000          |
| Thajsko               | Zlatá deska    | 25,000          |
| Brazílie              | Zlatá deska    | 125,000         |
| Venezuela             | Stříbrná deska | 5,000           |